# Court Tomb von Cohaw

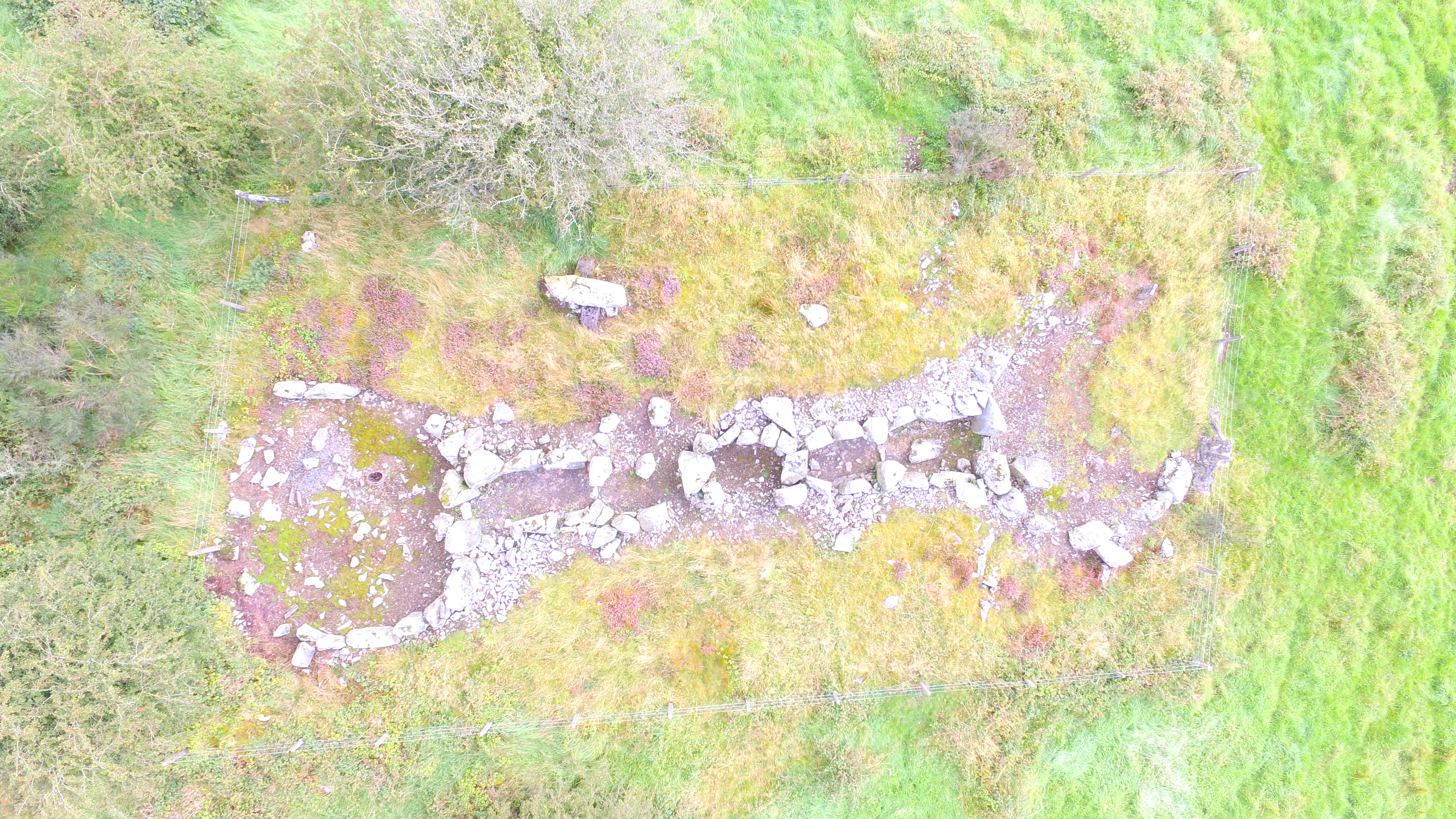
Das Dual Court Tomb Cohaw

Das Double Court Tomb von Cohaw  (lokal auch als Cohaw giants grave bekannt) ist eine Nord-Süd-orientierte, etwa 25 m lange Megalithanlage mit fünf Kammern in einem rechteckigen Steinhügel, der allerdings nahezu völlig abgetragen ist. Das Townland Cohaw liegt südlich der Straße R192 vier Kilometer südöstlich von Cootehill im Norden des County Cavan in Irland. Court Tombs gehören zu den megalithischen Kammergräbern (englisch chambered tombs) Irlands. Sie werden mit etwa 400 Exemplaren nahezu ausschließlich in Ulster im Norden der Republik Irland beziehungsweise in Nordirland gefunden. 

## Beschreibung
Gebaut wie zwei Rücken an Rücken liegende Court Tombs mit tiefen halbrunden Höfen (englisch courts) und zwei Kammern an beiden Enden, wurde eine fünfte Kammer dazwischen gebaut. Es gibt mit kleinen Holzpfosten markierte Postlöcher und im nördlichen Vorhof befinden sich zwei Löcher, die einmal Steinpfeiler (englisch Pillar stones) gehalten haben.
Während Ausgrabungen im Jahre 1949 wurden ein neolithischer Topf und kremierte Knochen gefunden.